# Суб-Марджине
Суб-Марджине (рум. Sub Margine) — село в повіті Караш-Северін у Румунії. Входить до складу комуни Арменіш.
Село розташоване на відстані 308 км на захід від Бухареста, 36 км на схід від Решиці, 105 км на південний схід від Тімішоари.

## Населення
За даними перепису населення 2002 року у селі проживали 235 осіб, усі — румуни. Усі жителі села рідною мовою назвали румунську.